# Port Kavkaz

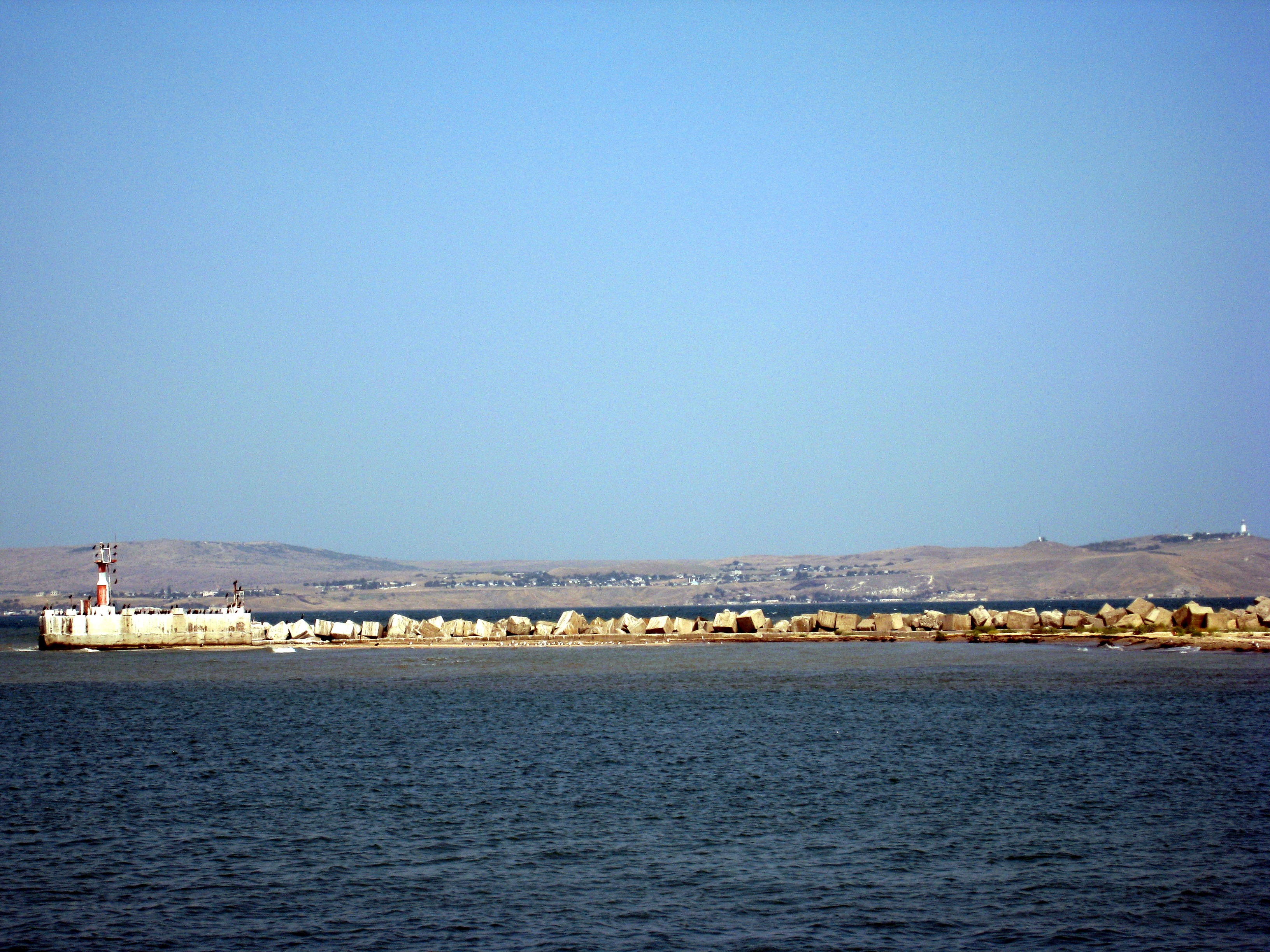
Port Kavkaz

Port Kavkaz (Russisch: Порт Кавказ; "haven van de Kaukasus") is een kleine Russische haven aan de Uitham van Kose in de Straat van Kertsj, gelegen in het district Temrjoekski van de kraj Krasnodar.
Sinds 1995 staat de haven open voor internationaal- en passagiersvervoer. De haven is geschikt voor schepen met een maximale lengte van 130 meter, een maximale breedte van 14,5 meter en een maximale diepgang van 5 meter. Vanuit de haven vertrekt de veerpont als onderdeel van de Russische federale weg A-290, die Rusland met de Krim verbindt. Momenteel is men bezig de havenfaciliteiten uit te breiden.
Meer zuidelijk wordt een brug over de Straat van Kertsj aangelegd.

## Olieramp
Op 11 november 2007 brak er vanwege een zeer zware storm een rivierolietanker van het Russische bedrijf Volgotanker in de nabijheid van Port Kavkaz in tweeën en vervuilde weggestroomde stookolie vijftig kilometer strand bij deze havenstad. Tienduizenden vogels raakten besmeurd en kwamen om het leven.